# Stanisław Podraszko

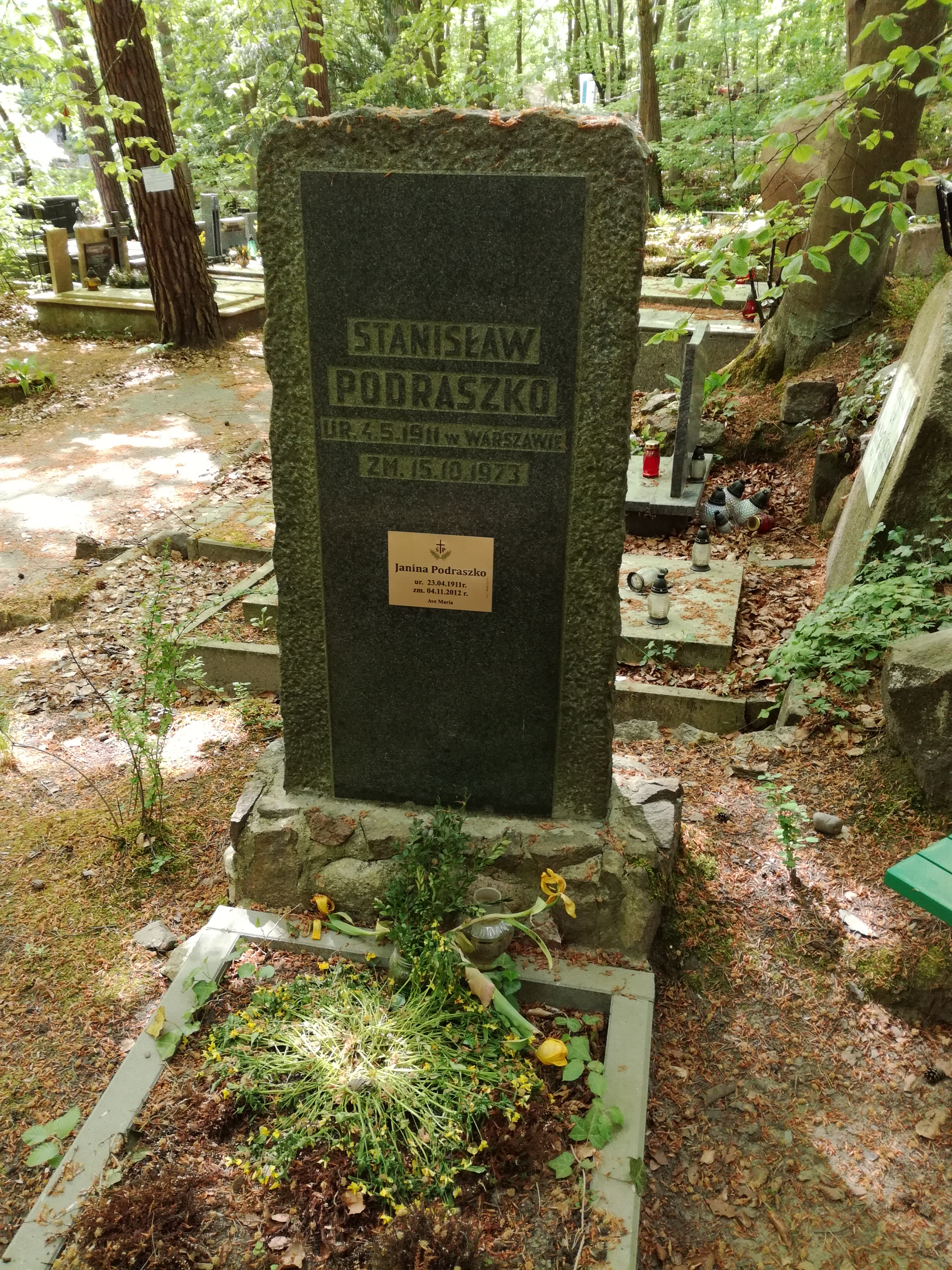
Grób Stanisława Podraszki na cmentarzu komunalnym w Sopocie

Stanisław Podraszko (ur. 4 maja 1911 w Warszawie, zm. 15 października 1973 w Sopocie) – polski prawnik, urzędnik państwowy i gospodarczy.

## Życiorys
Ukończył IV Gimnazjum Męskie w Warszawie (1933), studiował na Wydziale Humanistycznym Uniwersytetu Warszawskiego, absolwent Szkoły Nauk Politycznych w Warszawie (1939). W okresie okupacji (1939–1944) był zatrudniony w Warszawie, m.in. w charakterze konduktora tramwajowego, pracownika budowlanego i stolarza. Wywieziony do obozu pracy, z którego uciekł do kraju. Pracował w charakterze radcy prawnego w Zarządzie Miejskim w Warszawie (1945), pracownika Urzędu Wojewódzkiego w Gdańsku z s. w Sopocie (1945–1948), naczelnika Wydziału Samorządowego w Urzędzie Wojewódzkim w Szczecinie (1948–1949), zastępcy dyrektora Wojewódzkiego Zarządu Przemysłu Terenowego w Gdańsku (1949–1957), zastępcy przewodniczącego Prezydium Miejskiej Rady Narodowej w Sopocie (1957–1958), przewodniczącego PMRN w Sopocie (1958–1965), kierownika Wydziału Gospodarki Komunalnej i Mieszkaniowej Prezydium Wojewódzkiej Rady Narodowej w Gdańsku (1965–1972), skąd przeszedł na emeryturę.
Pochowany na cmentarzu komunalnym w Sopocie (kwatera N2-A-2).